# Asilo de lunáticos Trans-Allegheny
El Asilo de lunáticos Trans-Allegheny, con posterioridad denominado Hospital Estatal de Weston, fue un hospital psiquiátrico Kirkbride que funcionó desde 1864 hasta 1994 por el gobierno del estado estadounidense de Virginia Occidental, y ubicado en la ciudad de Weston. El Hospital Estatal de Weston obtuvo su nombre en 1913, que se utilizó mientras los pacientes lo ocupaban, pero se volvió a cambiar a su nombre originalmente encargado y no utilizado, el Asilo Lunático de Trans-Allegheny, tras ser reabierto como atracción turística.
Diseñado en estilos neogótico y neotudor, es obra del arquitecto de Baltimore Richard Snowden Andrews y construido entre 1858 y 1881. Originalmente se diseñó para albergar a 250 personas, pero en la década de 1950 se saturó con 2 400 pacientes. Se cerró a la fuerza en 1994 debido a los cambios en el tratamiento de los pacientes. El hospital fue comprado por Joe Jordan en 2007, y quedó abierto para visitas y otros eventos con el fin de recaudar fondos para su restauración. Se afirma que el edificio principal del hospital es uno de los mayores edificios de mampostería de piedra cortada a mano de Estados Unidos, y el segundo edificio de piedra arenisca cortada a mano más grande del mundo, siendo el único más grande el del Kremlin de Moscú. Como edificio principal del Hospital Weston, fue designado monumento histórico nacional en 1990.

## Historia

### sigloXIX
El hospital fue autorizado por la Asamblea General de Virginia a principios de la década de 1850 como Asilo de lunáticos Trans-Allegheny. Tras consultar a Thomas Story Kirkbride, entonces superintendente del Hospital de dementes de Pensilvania, Richard Snowden Andrews (1830-1903), un arquitecto de Baltimore que había realizado otros encargos, como la residencia del gobernador de Maryland en Annapolis y el ala sur del edificio del Tesoro de los Estados Unidos, diseñó un edificio en estilo neogótico y neotudor. La construcción en el lugar, a lo largo del río West Fork, frente al centro de Weston, comenzó a finales de 1858. En noviembre de ese año, un periódico local señaló que "siete negros convictos" fueron los primeros en llegar para trabajar en el proyecto. Más tarde se trajeron canteros cualificados de Alemania e Irlanda.
La construcción se vio interrumpida por el estallido de la guerra civil estadounidense en 1861. Tras su secesión de los Estados Unidos, el gobierno de Virginia exigió la devolución de los fondos de construcción no utilizados del hospital para su defensa. Antes de que esto ocurriera, el 7.º de Infantería Voluntaria de Ohio se apoderó del dinero de un banco local y lo entregó en Wheeling. Se destinó al establecimiento del Gobierno Reorganizado de Virginia, que se puso del lado de los estados del norte durante la guerra. El Gobierno Reorganizado asignó dinero para reanudar la construcción en 1862. 
Tras la admisión de Virginia Occidental como estado de los Estados Unidos en 1863, el hospital pasó a llamarse West Virginia Hospital for the Insane. Los primeros pacientes fueron admitidos en octubre de 1864, pero la construcción continuó hasta 1881. La torre central del reloj de 61 m (200 pies) se completó en 1871, y las habitaciones separadas para los negros se terminaron en 1873. El hospital pretendía ser autosuficiente, y en sus terrenos se ubicaron una granja, una lechería, una fábrica de agua y un cementerio, que finalmente alcanzó los 666 acres (270 ha) de superficie.
Por aquel entonces, los pacientes ingresaban en el manicomio por diversos motivos, como asma, pereza, egoísmo, problemas domésticos e incluso avaricia. Esto hacía que se admitiera un número abrumador de pacientes, lo que hacía que el manicomio se enfrentara a una escasez de personal y de camas.

### sigloXX
En 1902 se perforó un pozo de gas en los terrenos del hospital. En 1913 se volvió a cambiar su nombre por el de Hospital Estatal de Weston.
Diseñado originalmente para albergar a 250 pacientes en soledad, el hospital albergaba 717 pacientes en 1880; 1 661 en 1938; más de 1 800 en 1949; en su punto álgido, 2 600 en la década de 1950 en condiciones de hacinamiento. Un informe de 1938 elaborado por un comité de encuesta organizado por un grupo de organizaciones médicas norteamericanas concluyó que el hospital albergaba entre su población a "epilépticos, alcohólicos, drogadictos y deficientes mentales no educables". Una serie de informes publicados por The Charleston Gazette en 1949 revelaron que las condiciones sanitarias eran deficientes y que el mobiliario, la iluminación y la calefacción eran insuficientes en gran parte del complejo, mientras que un ala, que había sido reconstruida con fondos de la Works Progress Administration tras un incendio provocado por un paciente en 1935, era comparativamente lujosa.
La falta de cuidados adecuados y de acceso a la sanidad provocó un gran número de muertes en el manicomio. Aunque no se dispone de un recuento oficial de los pacientes que murieron en el asilo, los historiadores han estimado que el número oscila entre 400 y 500.
El Hospital Estatal de Weston se convirtió en el hogar del Proyecto de Lobotomía de Virginia Occidental a principios de la década de 1950. Se trataba de un esfuerzo del estado y de Walter Freeman para utilizar la lobotomía con el fin de reducir el número de pacientes en los manicomios, ya que había un grave hacinamiento.
En la década de 1980, el hospital tenía una población reducida debido a los cambios en el tratamiento de las enfermedades mentales. Los pacientes que no podían ser controlados solían ser encerrados en jaulas. En febrero de 1986, el entonces gobernador Arch Moore anunció planes para construir un nuevo centro psiquiátrico en otro lugar del estado y convertir el hospital de Weston en una prisión. Finalmente, el nuevo centro, el Hospital William R. Sharpe Jr., se construyó en Weston y el antiguo Hospital Estatal de Weston simplemente se cerró en mayo de 1994. Desde entonces, el edificio y sus terrenos han estado casi siempre vacíos, aparte de los eventos locales como ferias, celebraciones religiosas y visitas guiadas. En 1999, las cuatro plantas del interior del edificio fueron dañadas por varios agentes de policía de la ciudad y del condado que jugaban al paintball, tres de los cuales fueron despedidos por el incidente.
Entre los esfuerzos para la reutilización del edificio se incluyen propuestas para convertirlo en un Museo de la Guerra Civil y en un complejo de hoteles y campos de golf. En el año 2000 se formó una organización sin ánimo de lucro 501(c)3, el Comité de Revitalización del Hospital de Weston, con el fin de ayudar a la conservación del edificio y encontrar inquilinos adecuados.

### sigloXXI
En 2004 se abrieron tres pequeños museos dedicados a la historia militar, los juguetes y la salud mental en la primera planta del edificio principal del hospital, pero pronto se vieron obligados a cerrar debido a violaciones del código de incendios.
El hospital fue subastado por el Departamento de Salud y Recursos Humanos de Virginia Occidental el 29 de agosto de 2007. Joe Jordan, un contratista de demolición de amianto de Morgantown, fue el mejor postor y pagó 1,5 millones de dólares por el edificio de 22 500 m². La puja comenzó en 500 000 dólares. Joe Jordan también ha iniciado proyectos de mantenimiento en los terrenos del antiguo hospital. En octubre de 2007, se celebró una fiesta de otoño en el Hospital Estatal de Weston. Se ofrecieron visitas diurnas guiadas históricas y paranormales, así como cazas de fantasmas y visitas paranormales nocturnas.
El edificio principal del manicomio, conocido como Kirkbride, alberga varias salas que sirven de museo, situadas en la primera planta. Hay cuadros, poemas y dibujos realizados por los pacientes en los programas de arteterapia, una sala dedicada a los diferentes tratamientos médicos y sujeciones utilizados en el pasado, y artefactos como una camisa de fuerza y una bañera de hidroterapia. Los guías de la visita se visten con ropas que recuerdan a los trajes de enfermera del siglo XIX: vestido azul, delantal blanco, gorro blanco y zapatos blancos. La oferta de visita histórica más corta permite a los visitantes ver la primera planta del Kirkbride, mientras que la visita histórica más larga permite a los visitantes ver las cuatro plantas, los apartamentos del personal, la morgue y el quirófano. Además de las visitas históricas, también hay dos visitas paranormales. Ambas comienzan cuando se pone el sol, la más corta dura entre dos y tres horas, y la más larga se realiza durante la noche con la opción de hacer una visita privada.